# Lazio Style Channel
Lazio Style Channel è stato un canale televisivo tematico dedicato alla squadra di calcio italiana Lazio, nonché a tutta la Polisportiva biancoceleste.
È il sesto canale tematico italiano interamente dedicato ad una squadra di calcio, dopo Milan TV, Inter TV, Roma TV, Juventus TV ed Udinese TV.

## Storia
Lazio Style Channel nasce il 2 settembre 2012 come Option al numero 233 della piattaforma televisiva a pagamento Sky Italia: per vedere il canale, infatti, era necessario pagare un importo aggiuntivo sul prezzo dell'abbonamento alla pay TV.
Il 3 ottobre 2022 avviene il restyling del canale: passa in HD e migra nel pacchetto Sky Calcio. Di conseguenza viene aggiornato anche il palinsesto.
La sede del canale è situata all'interno dell'S.S. Lazio Training Center.
Il primo direttore è stato Stefano De Martino, all'epoca del lancio responsabile della comunicazione della S.S. Lazio, il canale offre nel suo palinsesto interviste esclusive all'allenatore e ai giocatori biancocelesti, la radiocronaca di tutte le partite amichevoli ed ufficiali della squadra (Serie A, Coppa Italia e competizioni UEFA) e tutti gli allenamenti in diretta dall'S.S. Lazio Training Center.
Le partite della Lazio, trasmesse in diretta, vengono commentate da Luigi Sinibaldi, coadiuvato da alcuni ex calciatori biancocelesti.
Dal 1° ottobre 2024 il canale non è più disponibile sulla piattaforma Sky ma è visibile solo sul sito di Lazio Style Channel.

## Programmi
- Allenamenti: i video degli allenamenti della giornata;[9]
- Giovani Aquile: un programma di approfondimento con i protagonisti del settore giovanile della squadra;[10]
- Lazio Story: documentario sulla storia del club;[11]
- Lazio Vip: docu-reality durante il quale un vip, tifoso laziale, parla del suo tifo per la Lazio;[12]
- Radio in TV: due ore di diretta di Lazio Style Radio;[13]
- Rassegna Stampa: una lettura dei quotidiani, sia nazionali che internazionali;[14]
- Studio Stadio: un programma con commenti pre e post partita e le interviste esclusive ai giocatori che hanno appena disputato un match;[15]
- Tg SS Lazio: telegiornale sportivo in onda alle 13:30, alle 20:30 e alle 24:00;[16]
- Zoom Lazio: documentario sulla storia di un giocatore della squadra.[17]